# Ебергард Вольфрам
Ебергард Вольфрам (нім. Eberhard Wolfram; 24 липня 1882, Гербштедт — 6 січня 1947, Гамбург) — німецький офіцер, віцеадмірал крігсмаріне. Кавалер Лицарського хреста Залізного хреста.

## Біографія
7 квітня 1900 року вступив на флот кадетом. Пройшов підготовку на навчальному кораблі «Шарлотта» та у військово-морському училищі. З 1904 року служив на міноносцях, з травня 1905 року — командир міноносця. В 1907/09 роках служив у Шанхаї. Учасник Першої світової війни, командир 3-ї дивізії тральщиків (2 серпня 1914 — 30 вересня 1916), 3-ї флотилії тральщиків (1 жовтня 1918 — 25 вересня 1919). Після війни обіймав низку штабних постів. З 13 жовтня 1924 року — начальник центрального відділу військово-морських верфей у Вільгельмсгафені. З 10 лютого 1928 року — начальник штабу Командного управління Морського керівництва та начальник відділу верфей. 31 січня 1931 року вийшов у відставку.
1 січня 1939 року повернувся на службу та 29 вересня 1939 року очолив сторожове формування на Заході. 6 квітня 1940 року змінив віцеадмірала Отто фон Шрадера на посаді командувача охоронних сил Північного моря. 3 квітня 1943 року замінений контрадміралом Ернстом Люхтом і 30 червня звільнений у відставку. Наступного дня повернувся на дійсну службу, проте нового призначення не отримав.

## Звання
- Кадет (7 квітня 1900)
- Фенріх-цур-зее (19 квітня 1901)
- Лейтенант-цур-зее (27 вересня 1903)
- Оберлейтенант-цур-зее (10 червня 1905)
- Капітан-лейтенант (20 квітня 1910)
- Корветтен-капітан (29 листопада 1919)
- Фрегаттен-капітан (1 квітня 1925)
- Капітан-цур-зее (1 січня 1928)
- Контрадмірал (31 січня 1941)
- Віцеадмірал (1 липня 1943)

## Нагороди
- Залізний хрест
  - 2-го класу (21 вересня 1914)
  - 1-го класу (18 вересня 1915)
- Ганзейський Хрест (Гамбург; 1 серпня 1916)
- Військовий Хрест Фрідріха-Августа (Ольденбург) 2-го і 1-го класу
- Лицарський хрест ордена дому Гогенцоллернів з мечами (31 травня 1917)
- Хрест «За вислугу років» (Пруссія) (25 років)
- Почесний хрест ветерана війни з мечами
- Застібка до Залізного хреста
  - 2-го класу (8 грудня 1939)
  - 1-го класу (30 травня 1940)
- Лицарський хрест Залізного хреста (25 травня 1941)
- Нагрудний знак мінних тральщиків